# تل صبحة
تل صبحة  قرية سوريّة تتبع إداريّاً لمحافظة حلب منطقة جبل سمعان ناحية تل الضمان، بلغ تعداد سكانها 187 نسمة حسب التعداد السكاني لعام 2004.